# Fortaleza de Sofragão
A Fortaleza de Sofragão (em cingalês: රත්නපුර පෘතුගීසි බලකොටුව Rathnapura Pruthugisi Balakotuwa; em tâmil: இரத்தினபுரி போர்த்துக்கேயக் கோட்டை Irattiṉapuri Pōrttukkēyak Kōṭṭai) foi uma fortificação erguida pelos portugueses no Sri Lanka, em Ratnapura, na província de Sabaragamuwa.
Em 1608 saíram de Portugal ordens para o reforço ou fundação de novas fortalezas no Ceilão, nomeadamente em Alutgama, Chilaw, Colombo, Galle, Calituré, Matara, Panadura, Putalão e Weligama mas só tiveram efeito em Colombo, Galle, Calituré e Panadura. Na década de 1620 deu-se um novo ímpeto à fortificação do Ceilão, englobando os litorais oeste e leste  numa tentativa de isolar o reino de Cândea e impedir a entrada de concorrentes europeus. Entre elas contava-se a fortaleza de Sofragão. A maioria era de feita de taipa com uso limitado de pedra mas não era este o caso da fortaleza de Sofragão.
A fortaleza foi fundada por ordem do capitão-geral D. Constantino de Sá de Noronha, no local do templo budista mas destruído pelas tropas do Reino de Cândia. Foi depois reconstruído mediante iniciativa do capitão-geral Diogo de Melo de Castro. Poderá ter tido uma planta quadrada com dois baluartes em cantos opostos e no seu interior estaria uma igreja.
O forte foi mais tarde destruído e no seu lugar construído o templo budista de Maha Saman Devalaya.